# Herbario Estatal de Australia Meridional
El Herbario Estatal de Australia Meridional (State Herbarium of South Australia) (a veces llamado el "Herbario australiano del sur") se localiza en Adelaida, Australia Meridional. Es uno de los varios herbarios del estado y de la Mancomunidad en Australia. El Departamento para el Ambiente, el Agua y los Recursos Naturales es la agencia estatal que se encarga del Herbario, pero es el Consejo del Jardín Botánico y del Herbario Estatal (establecida por ley del Parlamento, más recientemente, la  Ley 1978 de Jardines botánicos y el Herbario Estatal) el encargado de su creación y mantenimiento.

## Historia
En 1954, el Herbario Estatal de Australia Meridional, es fundada como parte del Jardín Botánico de Adelaida. La primera colección de la flora del estado fue producido por Richard Schomburgk (1811-1891) en 1875.
Las colecciones del Herbario Estatal incluyen colecciones de Ralph Tate, John McConnell Black (via el Museo de Australia Meridional), el herbario de musgos del profesor David Guthrie Catcheside (1907-1994), y las colecciones de la "Sociedad de Naturalistas de campo 'de Australia del Sur".
Desde el año 2000, el Herbario se ha situado en el histórico Tram Barn, edificio adyacente al Jardín botánico de Adelaida Conservatorio del Bicentenario en Hackney Road, Adelaida.
A finales de 2011, el Herbario completó a la lista su millonésimo espécimen, y actualmente está produciendo una versión en línea de la Flora of South Australia, 5ª ed.